# Ninja Reflex
Ninja Reflex är ett spel som släpptes i via Steam i mars 2008. Spelet utvecklades av Sanzaru Games och publicerades gemensamt av Nunchuck Games och Electronic Arts.